# Eiler Nystrøm
Frants Eiler Nystrøm, född 2 mars 1874, död 13 oktober 1948, var en dansk historiker och arkivman.
Nystrøm blev filosofie doktor med avhandlingen Den danske Komedies Oprindesle, blev 1919 2:e arkivari i Rigsarkivet, 1931 1:e arkivarie och från 1913 kommissionär för norska riksarkivet. Han har utgett Offentlige Forlystelser i Frederik den Sjettes Tid (2 band, 1010-13), Søllerød Sogn (1911), Gjentofte Sogn (1916), Epistolæ et acta ad vitam Tychonis Brahe pertinentia (1928), Luxdorphs Dagbøger (2 band, 1915-20) och Lyngby Sogn (1934).